# 高見汐珠
高見 汐珠（たかみ うた、2007年3月29日 - ）は、石川県出身の日本のアイドル、プロレスラー。
アイドル兼プロレスラーグループ『アップアップガールズ（プロレス）』のメンバー。

## 経歴
2023年
- 6月10日、新宿FACEでアップアップガールズ（プロレス）単独ライブを開催。同ライブにおいて新メンバーで練習生ウタとして加入し入門[5][6]。

2024年
- 3月1日、練習生ウタのリングネームが高見汐珠に決定[7][8][9][10]。
- 3月3日、『TJPW LIVE TOUR 2024 SPRING』東京都・新宿FACE大会にてプロレスデビュー[11][12][13][14][15][16][17][18]。

2025年
- 4月13日、北沢タウンホールで行われたWRESTLE UNIVERSE会員限定興行において行われた文武両道マッチ[注釈 1]において特殊ルールながらも山下実優より自身初のフィニッシュを決める[19]。
- 4月19日、神田明神文化交流館大会でのタッグマッチで七瀬千花より通常ルールでの自身初の自力勝利[20]。

## 得意技
ドロップキック
ミサイルキック
セカンドロープに飛び移りざまに放つ。
振り子式ドロップキック
膝立ちの相手の正面から両肩にかけた手を支点にして後ろに跳んで反動をつけ、戻る勢いでドロップキックを叩き込む。
コアラクラッチ
立っている相手に横からしがみつく形で仕掛ける胴締め式コブラクラッチ。初勝利時のフィニッシャー。

## 入場曲
- 青春チューリップ ／ 高見汐珠[21][22][23]